# Fábrica de Carroçaria Esportiva
Fábrica de Carroçaria Esportiva Ltda. bzw. Fábrica de Carroçarias Esportivas Ltda. war ein brasilianischer Hersteller von Automobilen.

## Unternehmensgeschichte
Das Unternehmen hatte seinen Sitz in Rio de Janeiro und gehörte zu Cassio Muniz S.A., die Fahrzeuge von DKW-Vemag, General Motors und Volkswagen do Brasil vermarkteten. 1960 stellte es Automobile in Handarbeit her. Der Markenname lautete Brasília. Die monatliche Produktion belief sich auf 10 bis 15 Fahrzeuge. Insgesamt entstanden etwa 50 Fahrzeuge.

## Fahrzeuge
Das einzige Modell war ein offener Zweisitzer. Ein verstärktes Fahrgestell vom VW Käfer bildete die Basis. Ein luftgekühlter Vierzylinder-Boxermotor mit 1200 cm³ Hubraum und 36 PS Leistung war im Heck montiert und trieb die Hinterräder an. Die Karosserie bestand aus Stahl und einige Anbauteile wie Türen, Motorhaube und Kofferraumdeckel sowie das Hardtop aus Aluminium.
Über das Fahrzeug wurde im August 1960 in einer Automobilzeitschrift berichtet.